# Campeonato Mundial de Esqui Estilo Livre de 2023 - Slopestyle masculino
A prova do Slopestyle masculino do Campeonato Mundial de Esqui Estilo Livre de 2023 ocorreu entre os dias 26 a 28 de fevereiro, em Bakuriani, na Geórgia.

## Medalhistas
| Ouro            | Prata                    | Bronze               |
| Birk Ruud (NOR) | Christian Nummedal (NOR) | Andri Ragettli (SUI) |

## Resultados

### Qualificação
Um total de 27 esquiadores de 20 nacionalidades participaram da competição. Os 8 melhores de cada bateria avançaram para a final.
Bateria 1
| Colocação | Bib | Ordem de descida | Nome                  | Nacionalidade  | Corrida 1 | Corrida 2 | Melhor | Notas |
| --------- | --- | ---------------- | --------------------- | -------------- | --------- | --------- | ------ | ----- |
| 1         | 1   | 5                | Birk Ruud             | Noruega        | 78.50     | 91.50     | 91.50  | Q     |
| 2         | 8   | 8                | Evan McEachran        | Canadá         | 9.00      | 84.75     | 84.75  | Q     |
| 3         | 16  | 1                | Noah Porter MacLennan | Canadá         | 82.00     | 11.75     | 82.00  | Q     |
| 4         | 9   | 9                | Fabian Bösch          | Suíça          | 80.25     | 80.75     | 80.75  | Q     |
| 5         | 12  | 2                | Hugo Burvall          | Suécia         | 52.00     | 74.00     | 74.00  | Q     |
| 6         | 18  | 7                | Tormod Frostad        | Noruega        | 71.75     | 42.00     | 71.75  | Q     |
| 7         | 22  | 17               | Valentin Morel        | Suíça          | 50.00     | 70.50     | 70.50  | Q     |
| 8         | 5   | 4                | Jesper Tjäder         | Suécia         | 67.00     | 68.50     | 68.50  | Q     |
| 9         | 34  | 25               | Kuura Koivisto        | Finlândia      | 29.75     | 66.75     | 66.75  |       |
| 10        | 26  | 15               | Luca Harrington       | Nova Zelândia  | 38.00     | 66.00     | 66.00  |       |
| 11        | 33  | 20               | Teemu Lauronen        | Finlândia      | 24.50     | 65.00     | 65.00  |       |
| 12        | 4   | 6                | Mac Forehand          | Estados Unidos | 23.50     | 64.25     | 64.25  |       |
| 13        | 13  | 10               | Oliwer Magnusson      | Suécia         | 60.75     | 61.25     | 61.25  |       |
| 14        | 41  | 16               | Rai Kasamura          | Japão          | 47.25     | 17.75     | 47.25  |       |
| 15        | 37  | 19               | Miro Tabanelli        | Itália         | 46.25     | 12.75     | 46.25  |       |
| 16        | 21  | 3                | Chris McCormick       | Grã-Bretanha   | 45.50     | 20.50     | 45.50  |       |
| 17        | 38  | 22               | Rene Monteleone       | Itália         | 44.75     | 44.25     | 44.75  |       |
| 18        | 25  | 13               | Troy Podmilsak        | Estados Unidos | 44.00     | 14.50     | 44.00  |       |
| 19        | 42  | 21               | Michael Oravec        | Eslováquia     | 43.25     | 14.00     | 43.25  |       |
| 20        | 50  | 11               | Nika Eloshvili        | Geórgia        | 42.50     | 16.00     | 42.50  |       |
| 21        | 46  | 23               | Moritz Happacher      | Itália         | 36.00     | 40.00     | 40.00  |       |
| 22        | 49  | 14               | Yoon Jong-hyun        | Coreia do Sul  | 31.50     | 8.50      | 31.50  |       |
| 23        | 30  | 24               | Gen Fujii             | Japão          | 25.50     | 31.00     | 31.00  |       |
| 24        | 29  | 18               | Lukas Müllauer        | Áustria        | 12.25     | DNS       | 12.25  |       |
| 25        | 45  | 12               | He Jinbo              | China          | DNS       | DNS       | DNS    | DNS   |

Bateria 2
| Colocação | Bib | Ordem de descida | Nome                | Nacionalidade  | Corrida 1 | Corrida 2 | Melhor | Notas |
| --------- | --- | ---------------- | ------------------- | -------------- | --------- | --------- | ------ | ----- |
| 1         | 2   | 7                | Andri Ragettli      | Suíça          | 88.00     | 91.00     | 91.00  | Q     |
| 2         | 6   | 5                | Sebastian Schjerve  | Noruega        | 38.00     | 90.00     | 90.00  | Q     |
| 3         | 14  | 8                | Cody Laplante       | Estados Unidos | 82.50     | 31.00     | 82.50  | Q     |
| 4         | 10  | 9                | Hunter Henderson    | Estados Unidos | 78.75     | 43.00     | 78.75  | Q     |
| 5         | 15  | 4                | Ben Barclay         | Nova Zelândia  | 76.50     | 36.50     | 76.50  | Q     |
| 6         | 11  | 10               | Christian Nummedal  | Noruega        | 34.50     | 75.75     | 75.75  | Q     |
| 7         | 3   | 6                | Max Moffatt         | Canadá         | 48.00     | 75.00     | 75.00  | Q     |
| 8         | 40  | 23               | Elias Syrjä         | Finlândia      | 65.00     | 74.50     | 74.50  | Q     |
| 9         | 27  | 21               | Kim Gubser          | Suíça          | 73.75     | 55.00     | 73.75  |       |
| 10        | 7   | 2                | Matěj Švancer       | Áustria        | 70.75     | 23.25     | 70.75  |       |
| 11        | 23  | 11               | Thibault Magnin     | Espanha        | 23.00     | 68.75     | 68.75  |       |
| 12        | 28  | 16               | Oliver Movenius     | Suécia         | 66.25     | 4.25      | 66.25  |       |
| 13        | 43  | 12               | Orest Kovalenko     | Ucrânia        | 11.00     | 64.25     | 64.25  |       |
| 14        | 39  | 14               | Simo Peltola        | Finlândia      | 63.25     | 37.00     | 63.25  |       |
| 15        | 36  | 24               | Kaditane Gomis      | França         | 51.75     | 42.00     | 51.75  |       |
| 16        | 20  | 1                | Colin Wili          | Suíça          | 44.25     | 50.50     | 50.50  |       |
| 17        | 51  | 20               | Luka Chopikashvili  | Geórgia        | 36.00     | 42.00     | 42.00  |       |
| 18        | 48  | 15               | Georgios Almpanidis | Grécia         | 29.75     | 13.50     | 29.75  |       |
| 19        | 31  | 13               | Timothé Sivignon    | França         | 14.00     | 27.75     | 27.75  |       |
| 20        | 24  | 18               | Tyler Harding       | Grã-Bretanha   | 16.50     | 15.00     | 16.50  |       |
| 21        | 44  | 22               | Štěpán Hudeček      | Chéquia        | 8.75      | 1.25      | 8.75   |       |
| 22        | 47  | 19               | Jošt Klančar        | Eslovênia      | 3.75      | 7.25      | 7.25   |       |
| 23        | 19  | 3                | Antoine Adelisse    | França         | 5.75      | DNS       | 5.75   |       |
| 24        | 35  | 25               | Alexis Ghisleni     | França         | DNS       | DNS       | DNS    | DNS   |
| 24        | 32  | 17               | Axel Burmansson     | Suécia         | DNS       | DNS       | DNS    | DNS   |

### Final
A final foi iniciada no dia 28 de fevereiro às 13:30.
| Colocação         | Bib | Ordem de descida | Nome                  | Nacionalidade  | Corrida 1 | Corrida 2 | Melhor |
| ----------------- | --- | ---------------- | --------------------- | -------------- | --------- | --------- | ------ |
| Medalha de ouro   | 1   | 16               | Birk Ruud             | Noruega        | 82.21     | 90.75     | 90.75  |
| Medalha de prata  | 11  | 6                | Christian Nummedal    | Noruega        | 25.95     | 87.08     | 87.08  |
| Medalha de bronze | 2   | 15               | Andri Ragettli        | Suíça          | 84.33     | 36.81     | 84.33  |
| 4                 | 3   | 4                | Max Moffatt           | Canadá         | 82.80     | 67.71     | 82.80  |
| 5                 | 6   | 14               | Sebastian Schjerve    | Noruega        | 43.56     | 81.85     | 81.85  |
| 6                 | 10  | 9                | Hunter Henderson      | Estados Unidos | 36.18     | 81.45     | 81.45  |
| 7                 | 8   | 13               | Evan McEachran        | Canadá         | 34.05     | 81.28     | 81.28  |
| 8                 | 9   | 10               | Fabian Bösch          | Suíça          | 81.10     | 64.40     | 81.10  |
| 9                 | 15  | 8                | Ben Barclay           | Nova Zelândia  | 75.30     | 80.33     | 80.33  |
| 10                | 16  | 11               | Noah Porter MacLennan | Canadá         | 71.86     | 25.95     | 71.86  |
| 11                | 40  | 2                | Elias Syrjä           | Finlândia      | 43.00     | 61.98     | 61.98  |
| 12                | 22  | 3                | Valentin Morel        | Suíça          | 46.83     | 61.15     | 61.15  |
| 13                | 14  | 12               | Cody Laplante         | Estados Unidos | 59.66     | 25.88     | 59.66  |
| 14                | 5   | 1                | Jesper Tjäder         | Suécia         | 19.65     | 38.95     | 38.95  |
| 15                | 18  | 5                | Tormod Frostad        | Noruega        | 35.05     | 27.81     | 35.05  |
| 16                | 12  | 7                | Hugo Burvall          | Suécia         | 21.75     | 11.95     | 21.75  |

Legenda
| Recorde mundial       | Recorde mundial (World record)               |                       | Recorde africano                      | Recorde africano (African) |                                           | Q | Classificado por posição (Qualified) |
| Recorde do campeonato | Recorde do campeonato (Championship record)  | Recorde da América    | Recorde da América (Americas)         | q                          | Classificado por melhor tempo (Qualified) |   |                                      |
| Melhor marca do ano   | Melhor marca do ano (World leading)          | Recorde asiático      | Recorde asiático (Asian)              | DNS                        | Não largou (Did not start)                |   |                                      |
| Recorde nacional      | Recorde nacional (National record)           | Recorde europeu       | Recorde europeu (European)            | DNF                        | Não terminou (Did not finish)             |   |                                      |
| Recorde pessoal       | Recorde pessoal do atleta (Personal best)    | Recorde da Oceania    | Recorde da Oceania (Oceania)          | DSQ / DQ                   | Desclassificado (Disqualified)            |   |                                      |
| Recorde da temporada  | Recorde da temporada do atleta (Season best) | Recorde sul-americano | Recorde sul-americano (South America) | NM                         | Sem marca (No mark)                       |   |                                      |